# Klyxum
Klyxum is een geslacht van neteldieren uit de klasse van de Anthozoa (bloemdieren).

## Soorten
- Klyxum abrolhosum (Thorpe, 1928)
- Klyxum adii Benayahu & Perkol-Finke, 2010
- Klyxum brochi (Thorpe, 1928)
- Klyxum confertum (Kükenthal, 1903)
- Klyxum echinatum (Tixier-Durivault, 1970)
- Klyxum equisetiform (Luttschwager, 1922)
- Klyxum flaccidum (Tixier-Durivault, 1966)
- Klyxum legitimum (Tixier-Durivault, 1970)
- Klyxum molle (Thomson & Dean, 1931)
- Klyxum okinawanum (Utinomi, 1976)
- Klyxum rotundum (Thomson & Dean, 1931)
- Klyxum simplex (Thomson & Dean, 1931)
- Klyxum tuberculosa (Tixier-Durivault, 1970)
- Klyxum utinomii (Verseveldt, 1971)
- Klyxum viscidum (Utinomi, 1954)
- Klyxum whitei (Thorpe, 1928)